# Гуттерити
Гуттерити (нім. Hutterer), гутерії, Гуттерійська братерська церква, гутерійські браття (Hutterische Brüder), гуттеріани ,є спільною етнорелігійною гілкою анабаптистів, що, як і аміші та меноніти, ведуть своє коріння від радикальної реформації початку XVI сторіччя.
Засновник сповіді Якоб Гуттер «створив колонії гуттеритів на основі Шлейтхаймської сповіді, класичного анабаптистського символу віри» 1527 року, з першою громадою, що була створена 1528 року. З моменту смерті Гуттера в 1536 році гуттерити, особливо ті, що живуть у товарній спільності і тримаються непротивлення, зі сторіччями розсіялися в багатьох країнах. Вони здійснили низку міграцій у Центральній та Східній Європі й майже зникли до XVIII сторіччя, коли переселилися до Російської імперії в 1770 році, й, приблизно через сто років — до Північної Америки. Протягом 140 років їхнє населення, що жило у товарній спільноті, відновилося приблизно з 400 до приблизно сучасних 50 тисяч. Сьогодні майже всі гуттерити живуть у Західній Канаді та верхніх Великих рівнинах США.

## Історія

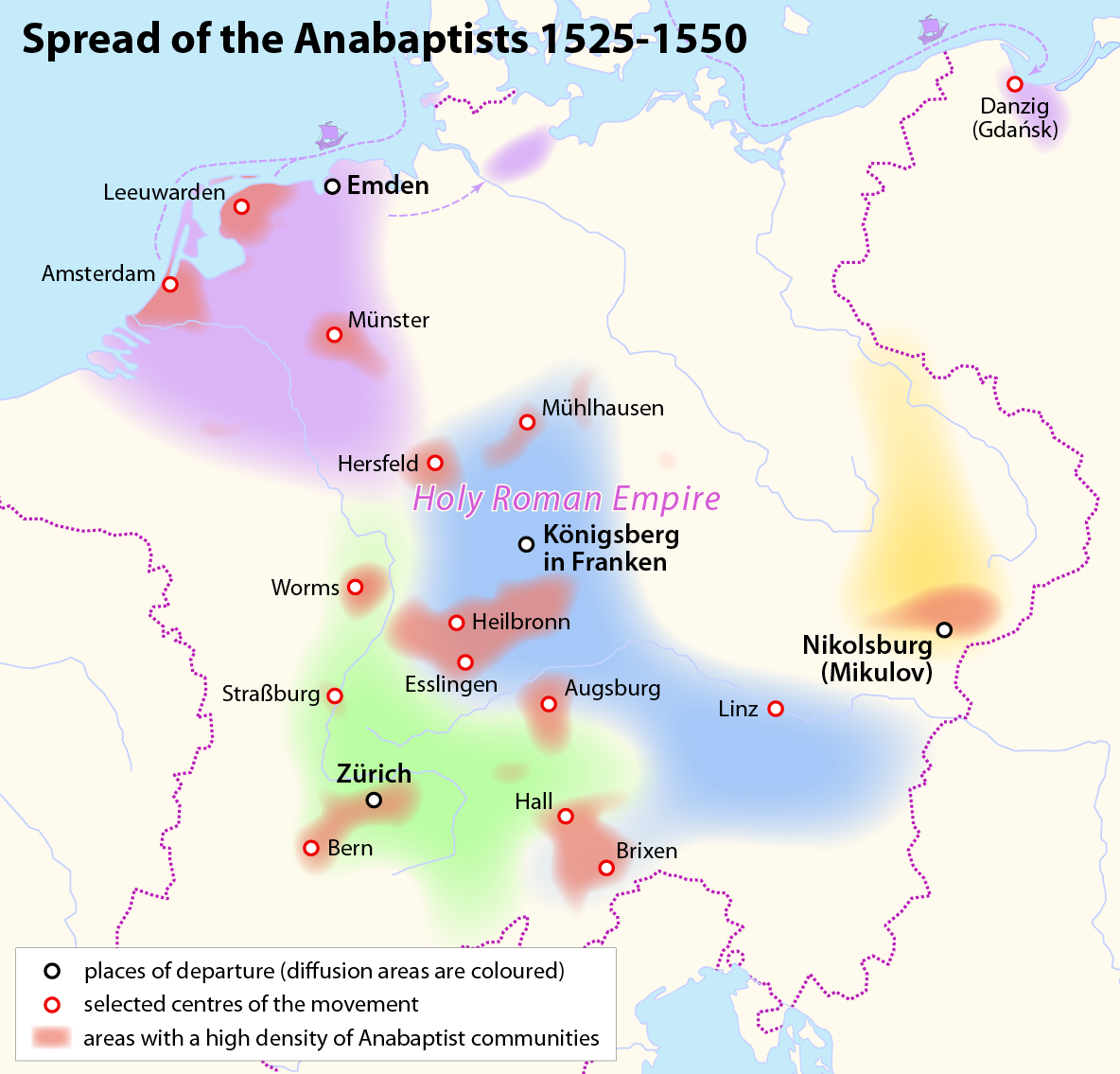
Поширення ранніх анабаптистів, 1525–1550

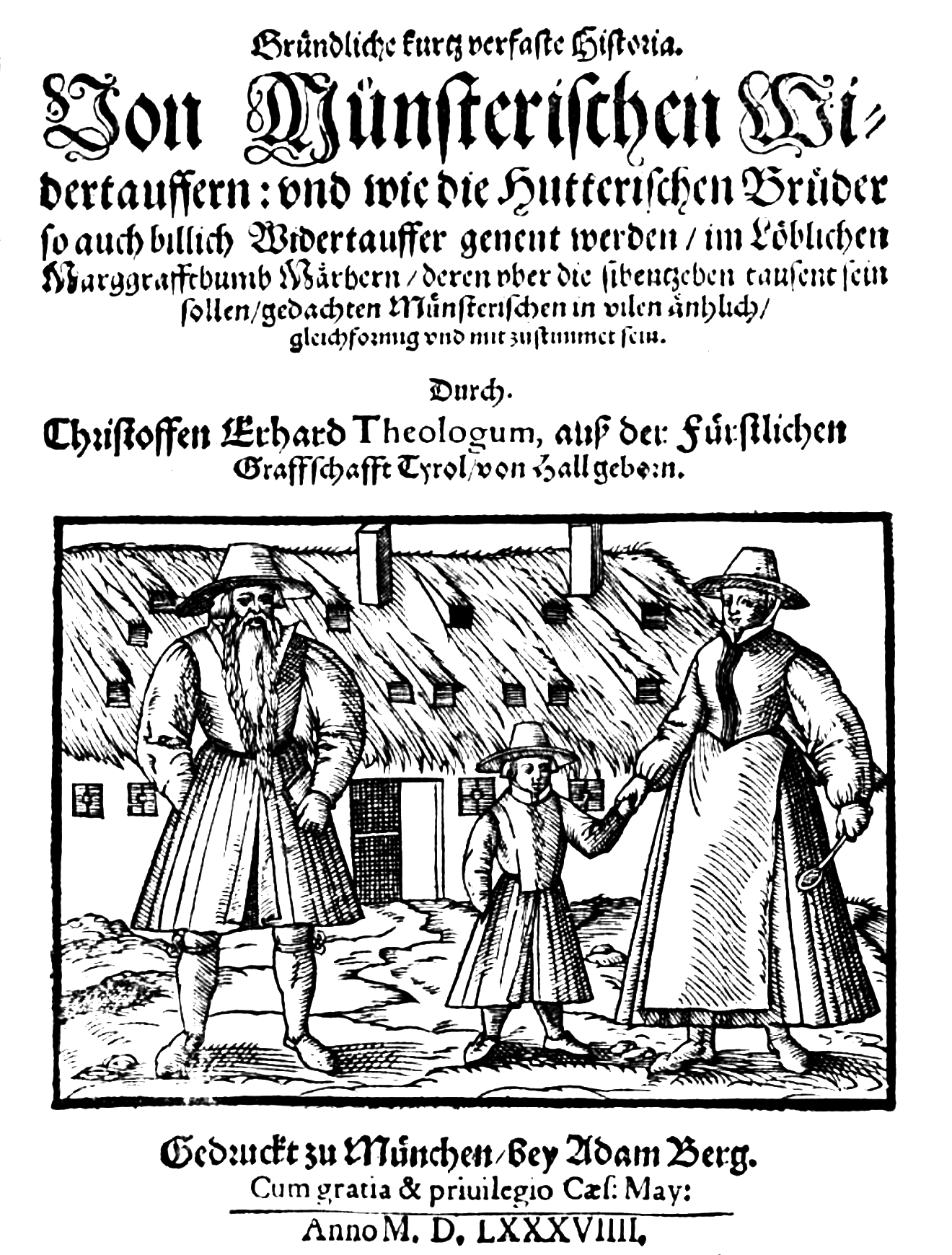
Білл імпічменту

### Початки
Анабаптистський рух, з якого вийшли гуттерити розпочався групами, які утворилися після ранньої Реформації у Швейцарії, очолюваної Ульрихом Цвінглі (1484–1531). Ці нові групи були частиною радикальної Реформації, що відійшла від вчень Цвінглі та Швейцарської реформатської церкви. У Цюриху 21 січня 1525 року Конрад Гребел (близько 1498–1526) та Йорг Блаурок (близько 1491–1529) здійснили хрещення дорослих один одного, а потім інших. Зі Швейцарії анабаптизм швидко поширився на північ і схід протягом одного року. Бальтазар Губмаєр (близько 1480–1528), баварець з Фридберга, став анабаптистом у Цюриху в 1525 році, але втік до Микулова в Моравії в травні 1526 року. Іншими ранніми анабаптистами, що стали важливими для нових гуттеритів, були Ганс Денк (близько 1500–1527), Ганс Гут (1490–1527), Ганс Шлаффер († 1528), Леонхард Шимер (близько 1500–1528), Амброзіус Шпіттельмайр (1497 –1528) та Якоб Відеманн († 1536). Більшість з цих ранніх анабаптистів незабаром стали мучениками віри.

### Тіроль
Здається, анабаптизм прийшов до Тірольського графства завдяки трудам Йорга Блаурока. Повстання Гасмайра подібно до німецької селянської війни створило надію на соціальну справедливість. Міхаєль Гасмайр намагався здійснити релігійні, політичні та економічні реформи шляхом жорстокого селянського повстання, але рух був розгромлений. Хоча існує мало твердих доказів прямого зв'язку між повстанням Гасмайра та тірольським анабаптизмом, принаймні кілька селян, що брали участь у повстанні, згодом стали анабаптистами. Хоча зв’язок між насильницькою соціальною революцією та неопірним анабаптизмом важко уявити, загальним ланкою було прагнення до кардинальних змін у панівній соціальній несправедливості. Розчаровані невдачею збройного повстання, анабаптиські ідеали альтернативного мирного, справедливого суспільства, ймовірно, відгукнулися у серцях розчарованих селян.
До того, як власне анабаптизм прийшов в Південний Тіроль, протестантські ідеї пропагувались у регіоні такими людьми, як колишнім домініканцем Гансом Вішером. Деякі з тих, хто брали участь у монастирях, де були представлені протестантські ідеї, згодом стали анабаптистами. Крім того, населення загалом, здавалося, сприятливо ставилося до реформ, будь то протестанти чи анабаптисти. Здається, що Йорг Блаурок в 1527 році проповідував з подорожами в регіоні Пустерській долині, що, швидше за все, була першим впровадженням анабаптистських ідей у цій місцевості. Черговий візит 1529 року підкріпив ці ідеї, але він був схоплений і спалений на вогнищі в Клаузені (Кьюза) 6 вересня 1529 року.
Якоб Гуттер був одним з перших навернених у Південному Тіролі, а згодом став лідером серед гуттеритів, що почали іменуватися зайого ім'ям. Гуттер здійснив кілька поїздок до Моравії з Тиролю — більшість анабаптистів у Південному Тіролі в кінцевому підсумку емігрували до Моравії через жорстоке переслідування, розв'язане німецьким імператором Фердинандом I. У листопаді 1535 року Гуттер був схоплений поблизу Клаузена і доставлений в Інсбрук, де 25 лютого 1536 року він був спалений на багатті. До 1540 року анабаптизм у Південному Тіролі починав зникати, головним чином через переселення до Моравії навернених, щоб уникнути невпинних гонінь.

### Моравія та Угорщина
У XVI сторіччі в Моравії існував значний ступінь релігійної толерантності, оскільки в XV сторіччі в Чехії та Моравії відбулося кілька протопротестантських рухів і зрушень (чеські брати, утраквісти, пікарди (таборити), менша єдність) завдяки вченню Яна Гуса (близько 1369–1415).

Тому Моравія, де також знайшов притулок Губмаєр була землею, де втікали переслідувані анабаптистські попередники гуттеріїв, що походили переважно з Південної Німеччини, Австрії та Південного Тиролю. Під керівництвом Якоба Гуттера в 1530–1535 роках вони розробили спільну форму життя, що відрізняє їх від інших анабаптистів, таких як меноніти та аміші. Спільне життя гуттеріїв базується на новозавітних книгах Дій Апостолів (розділи 2 (особливо вірші 44), 4 і 5) та 2 Коринтян.
Усі віруючі були вкупі, і мали все спільне. (Дії. Ап. 2:44 пер. Гижі)
Основним принципом гуттерійських громад завжди був неспротив, тобто заборона його учасникам брати участь у військових діях, приймати накази від військових осіб, носити офіційну форму (наприклад, солдатську чи поліцейську) або сплачувати податки, витрачені на війну. Це призвело до вигнання або переслідування в кількох країнах, в яких вони жили.
У Моравії гуттерити процвітали кілька десятків років; період 1554-1565 років називали «добрим», а період 1565-1592 років — «золотим». У цей час гуттерити розширились до Верхньої Угорщини, сучасної Східної Словаччини та українського Закарпаття з центром у Кошицях. До 1622 року близько 100 населених пунктів, що називалися Bruderhof, що поширилися в Моравії та Угорському королівстві, і їх чисельність досягла 20-30 тисяч гуттеритів.
У 1593 році спалахнула Довга турецька війна, від якої серйозно потерпіли гуттерії. За цієї війни, в 1605 році, близько 240 гуттеріїв були викрадені османською турецькою армією та їх ногайськими спільниками та продані в османське рабство. Так продовжувалося до 1606 року. Перш ніж гуттерії відновилися після втрат почалася Тридцятирічна війна (1618–1648), що, незабаром, переросла у війну за релігію, коли в 1620 році, переважно протестантська Богемія та Моравія була окупована Габсбурзьким імператором Фердинандом II, католиком, який знищив і пограбував кілька поселень гуттеритів. У 1621 році з війною пішла бубонна чума, що вбила третину решти гуттеріїв.
Повторне переслідування відбулося після захоплення Габсбургом Чехії в 1620 році, коли їх знищували, як групу анабаптистів. У 1622 році гуттерити були вислані з Моравії та втекли до поселень гуттеріїв у Східній Угорщині, де перенаселення незабаром спричинило серйозні труднощі. Деякі моравські гуттерити відступили від віри й прийняли католицизм, і зберегли окрему етнічність відому до 19 сторіччя, як хабани (нім. Habaner ). До кінця Другої світової війни група німецьких католиків хабанів у Чехії фактично зникла.

### Трансильванія
У 1621 році кальвініст трансильванський князь Габор Бетлен, запросив гуттеритів перебратися до його князівства. Він змусив групу з 186 гуттеріїв переїхати до Альвінця (сьогодні Вінцу-де-Жос, Румунія) в 1622 році, оскільки йому були потрібні ремісники та сільські працівники для освоєння своїх земель. Протягом наступних двох років до Трансильванії, переїхало за різними джерелами 690 або 1089 гутеритів.
У другій половині XVII сторіччя громада гуттеритів занепадала. Вона постраждала від османських набігів, під час яких Bruderhof в Альвінці було спалено в 1661 році. Ближче до кінця сторіччя товарна спільнота була занедбана, — невідомо коли саме. Йоханнес Вальднер припускає в «Das Klein-Geschichtsbuch der Hutterischen Brüder», що це сталося в 1693 або 1694 році.
У 1756 року група криптопротестантів з Каринтії, яких у 1755 році габсбурзька монархія депортувала в Трансильванію, зустрілася з гуттерськими братами в Альвінці. Ці каринтські протестанти прочитали «розповідь про віру братів-гутеріїв», написану Пітером Рідеманом, що передали їм Браття, і потім вирішили приєднатися до гуттеритів. Ця остання група відродила релігію гуттеритів, стала домінуючою серед них і замінила тірольський діалект старих гуттеріїв своїм каринтським, що обидва належали до південно-баварського діалекту німецької мови. У 1762 році товарна спільнота було відновлено в Альвінці.

### Волощина
У 1767 році гуттерити втекли з Трансильванії спочатку до Кребаха (Чорогирла) у Волощині, що на той час було близько 7 км від Бухареста. Коли гуттерити залишили Трансильванію, їх чисельність зменшилася до 67 осіб.
У Волощині вони зазнали великих труднощів через беззаконня та російсько-турецьку війну (1768–1774). Росіяни взяли Бухарест 17 листопада 1769 року. Потім гутерії звернулися за порадою до командувача російської армії генерал-майора Олександра Гавриловича Замятіна в Бухаресті, який запропонував їм переселитися до Російської імперії, де граф Петро Румянцев-Задунайський надасть їм землю, та що потрібно. для нового початку.

### Україна
1 серпня 1770 року, після більш ніж трьох місяців подорожі, група з близько 60 осіб дійшла до свого нового будинку — земель графа Румянцева у Вішенці (тепер Коропського району Чернігівської області) в Україні. Тут до гуттеріїв приєдналися ще декілька гуттеритів, що втекли з габсбурзьких земель, а також кілька менонітів, загалом — 55 осіб.
Коли граф Петро Румянцев помер у 1796 році, двоє його синів намагалися понизити статус гуттеритів з вільних селян (Freibauern) до кріпаків (Leibeigene). Гуттерити звернулись до російського царя Павла I, який дозволив їм оселитися на царській землі в Радичеві, десь в 12 км від Вішенки, де вони мали б такий самий привілейований статус, як німецькі колоністи-меноніти з Пруссії.
Приблизно в 1820 році спостерігалася значна внутрішня напруга: велика фракція братів хотіла покласти край товарній спільності. Потім громада поділилася на дві групи, що жили як окремі громади. Фракція з індивідуальною власністю на деякий час переїхала до менонітської колонії Хортиця, але незабаром повернулася. Після пожежі, що знищила більшість будівель в Радичеві, гуттерити відмовились від своєї товарної спільності.
Оскільки землі гуттеріїв у Радичеві були не дуже продуктивними, вони подали клопотання про перехід на кращі земелі. У 1842 році їм було дозволено переселитися на Молочну, — колонію менонітів, де вони заснували село Гуттерталь (тепер Кирпичне Мелітопольського району Запорізької області). Коли вони переїхали, загальна чисельність гуттеритів становила 384 з 185 чоловіками та 199 жінками.
У 1852 році було засновано друге село під назвою Йоханнесрух (тепер Долинське Мелітопольського району) і до 1868 року було засновано ще три села: Гуттердорф (1856; Кущове Оріхівського району), Ной-Гуттерталь (1856) і Шеромет (1868; Таврійське Оріхівського району). В Україні гуттерити мали відносний добробут. Коли вони жили серед німецькомовних менонітів у Молочній, вони прийняли дуже ефективну форму менонітського землеробства, яку запровадив Йоганн Корні.
У 1845 році невелика група гуттеріїв задумала відновити товариську спільноту, але їм було наказано почекати, поки уряд затвердить їх плани щодо придбання окремої землі. Група під проводом проповідника Георга Вальднера зробила ще одну безуспішну спробу. У 1859 році Міхаель Вальднер зміг відновити товарну спільноту в одному краї Гуттердорфа, став, таким чином засновником окремого Шмідельота.
У 1860 році Дарій Вальтер заснував іншу групу з товарнию спільністю на іншому кінці Гуттердорфа, створивши таким чином Даріусльойт. Випробування щодо створення спільного проживання в Йоганнісрузі після 1864 році не увінчалися успіхом. Так тривало до 1877 року, після того, як гуттерити переїхали до Південної Дакоти, перш ніж кілька родин з Йоганнісруга, очолювані проповідником Якобом Віпфом, створили третю групу з спільним життям — Легрерльойт.
У 1864 році законопроєкт про початкові школи зробив російську мовою навчання в школах. Також у 1871 році законом було введено обов'язкову військову службу. Це спонукало менонітів та гуттеріїв складати плани еміграції.

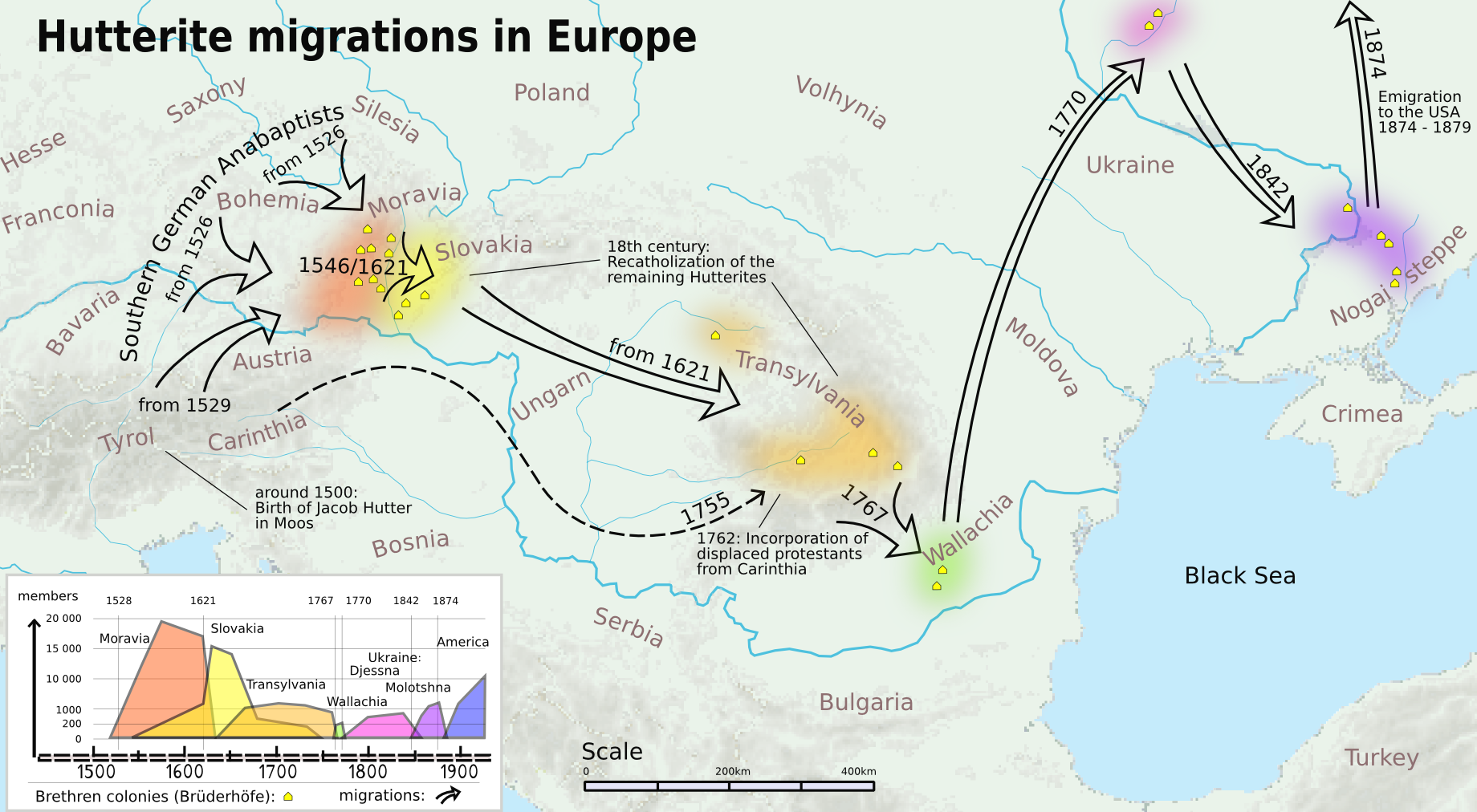
Переселення гуттеритів у Східній Європі 1526–1874 роках до переїзду до Північної Америки

### Сполучені Штати
Після відправки розвідників до Північної Америки в 1873 році. З причини нового російського закону про загальну військову службу майже всі гуттерити, чисельністю 1265 осіб,  між 1874 і 1879 роками переселилися з України до Сполучених Штатів разом з чисельною хвилею українських менонітів. З них близько 800, ідентифіковані як Eigentümler (буквально «власники»), отримали окремі ферми відповідно до Хомстед акту 1862 року: та близько 400 було визнано Gemeinschaftler (буквально, «громадські люди»), що заснували три громади з товарною спільністю.
Більшість сучасних гуттеритів походять саме з цих останніх, що жили громадою у спільній власності. Названі за головою кожної групи (Шмідельойт, Даріусльойт і Лерерльойт, leut — німецьке слово для означення людей), вони спочатку оселилися на у Південній Дакоті. Тут кожна група відновила гуттерійський традиційний спільний спосіб життя.
Протягом наступних десятиліть гуттерити, що оселилися на окремих фермах, так званих Прерільойт, повільно асимілювались спочатку в групи менонітів, а пізніше в загальне американське населення. Приблизно до 1910 року між Прерільойтом та мешканцями гуттеритами-спільниками, створювалися шлюби.
Було прийнято кілька державних законів, що прагнули відмовити гуттеріям у релігійному правовому статусі їх спільним господарствам (колоніям). Деякі колонії були розформовані до того, як ці рішення були скасовані у Верховному суді США. На той час багато гуттеритів вже створили нові колонії в Альберті та Саскачевані.

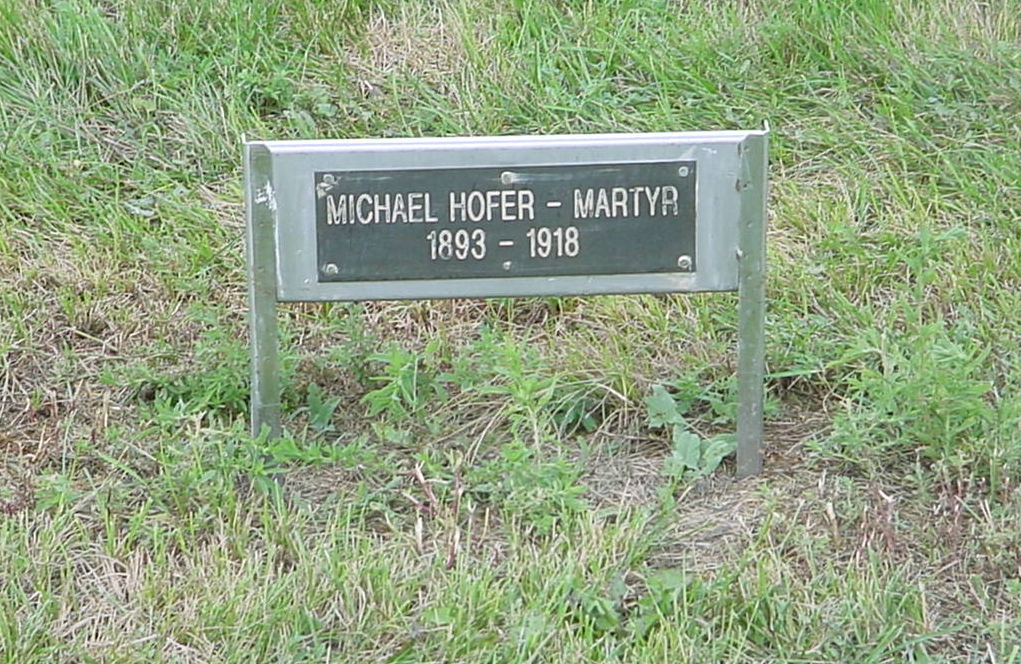
Гуттерійський мученик Майкл Гофер

Під час Першої світової війни мирні гуттерити зазнали переслідувань у США. У найсуворішому випадку чотирьох чоловіків-гуттеритів, яких піддали військовому призову, але відмовились його виконувати, було ув'язнено та піддано фізичних знущань. Врешті-решт двоє з чотирьох чоловіків, брати Йозеф та Мікаель Гофери, загинули у військовій в'язниці Лівенворта після підписання перемир'я, що поклало край війні. Громада гуттеритів заявила, що чоловіки померли від жорстокого поводження; уряд США заявив, що чоловіки померли від пневмонії.

### Канада
Гуттерити відповіли на це жорстоке поводження до сумлінних відмовників від військової служби переселенням зі США до канадських провінцій Альберта, Манітоба та Саскачеван. Всі 18 існуючих американських колоній були залишені, за винятком найстарішої, Бон-Гомме, де продовжували жити гуттерити. Інші колонії перебралися до Канади, але не продали свої колонії.
У 1942 році провінція Альберта, стривожена припливом дакотських гуттеритів, що купували великі масиви землі, прийняла Закон про комунальні власності, суворо обмеживши розширення колоній Даріусльойт і Легрерльойт, що врешті-решт було скасовано в 1973 році. Цей акт призвів до створення низки нових колоній в Британській Колумбії та Саскачевані.
Гуттерійська братерська церква була визнана парламентом у 1951 році.
Станом на березень 2018 року в 350 гуттерійських колоніях Канади мешкало приблизно 34000 гуттеріїв, 75 відсотків Гуттерійського братерства мешкали в Північній Америці. Влітку 2020 року багато колоній боролися зі спалахами під час пандемії COVID-19 у Канаді, оскільки, згідно з одним звітом "члени колонії гуттеріїв їдять, працюють та відправляють богослужіння разом у спільнотах та діляться майном".
В одній з новин бізнес-діяльність колоній визначається як "ферми промислового класу, що виробляють зерно, яйця, м'ясо та овочі, що продаються великим дистриб'юторам та на місцевих фермерських ринках".

Стаття 143 Закону про податок на прибуток Канади, введена в 2007 році та модифікована в 2014 році розділом 108(5), містить спеціальні правила для розміщення колоній гуттеритів. Згідно зі звітом Сенату за 2018 рік, колонії подають декларації про податок на прибуток не як корпорації, а як окремі члени:
На підставі меморандуму про взаєморозуміння між гуттеритами та міністром національних доходів, розділ 143 створює вигаданий трест, до якого належить все майно колонії гуттеритів та будь-який пов'язаний з ним дохід. Потім дохід тресту може бути розподілений між окремими членами гуттеритів, згідно з формулою, викладеною у розділі 143, які потім можуть вимагати дохід за своїми податковими деклараціями.
У 2018 році Сенат Канади звернувся до Палати громад з проханням переглянути законодавство, оскільки гуттеритам не було дозволено вимагати повернення податкового кредиту з податку на прибуток, який повертається (WITB), який був доступний для інших фермерів Канади.

### Часткове повернення до США
Під час Великої депресії, коли був великий економічний тиск на сільськогосподарське населення, частина Шмідельойту переїхала назад до Південної Дакоти, переселивши покинуте майно та купуючи покинуті колонії у Даріусльоту та Легрерльойту. Після Другої світової війни також деякі Даріусльойту та Легрерльойту повернулися до США, головним чином до Монтани.
Станом на березень 2018 року в Південній Дакоті було 54 колонії, в Монтані — 50, в Міннесоті — 9 та в Північній Дакоті — 7. У звіті уряду штату Монтана у 2010 році було опубліковано конкретний список колоній та шкіл у цьому штаті. Орієнтовне населення Гурритського братства у США становило 11 000 у 2018 році.
Колонії гуттеритів існують у сільських районах сільського господарства східної частини штату Вашингтон з середини 20 сторіччя.

## Богослов'я Гуттерійського братства
На відміну від інших традиційних анабаптистських груп, таких як аміші, старопорядні меноніти та староколонійні меноніти, які майже не мають писаних книг про анабаптистське богослов'я, гуттерити мають інформацію про свої вірування, — Відомості про нашу релігію, Доктрина та віра, братства, яких називають гуттеритами (оригінальна німецька назва Rechenschafft unserer Religion, Leer und Glaubens), написаний Пітером Рідеманом у 1540–1541 роках. Є також збережені богословські трактати та листи Ганса Шлаффера, Леонгарда Шимера та Амброзія Шпітльмаєра.
Засновник традиції гуттеритів, Якоб Гуттер, «заснував гуттерійські колонії на основі Шлейтхаймської сповіді, — класичного анабаптистського символа віри». Відповідно до цього визнання віри, гуттерійське богослов'я підкреслює кредобаптизм (хрещення по вірі), віру в невидиму Церкву, християнський пацифізм та відмова від клятви. Церкви гуттеритів також вірять у "набір правил спільноти для християнського життя та доктрина відокремлення від світу".

## Суспільство

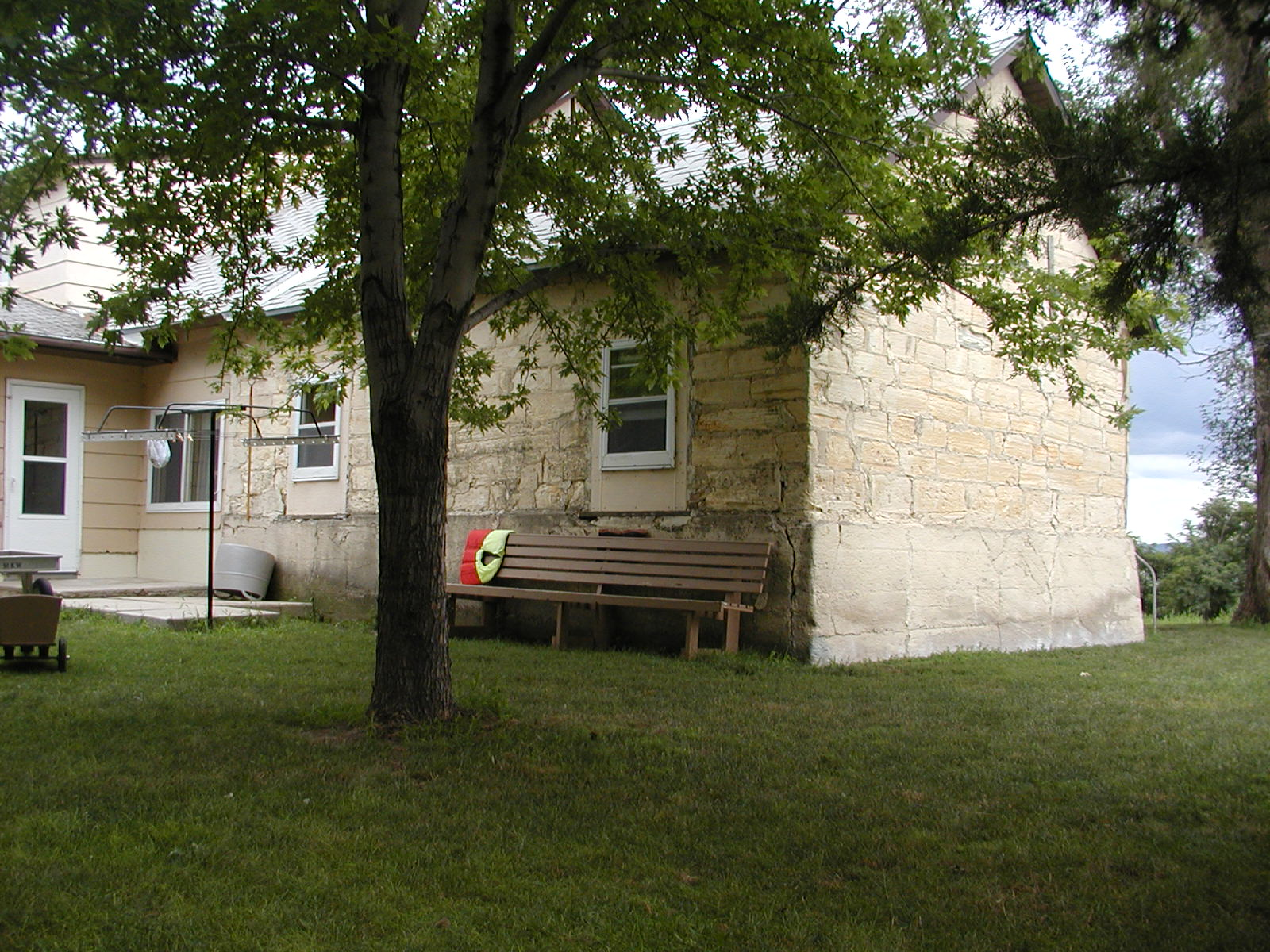
Вапнякова садиба у найстарійшій американській гуттерійській колонії Бон-Гомме

Громади гуттеритів, що називаються «колоніями», - переважно живуть з землеробства або скотарства, залежно від їх місцевості. Колонії в сучасну добу перейшли на виробництво, оскільки важче заробляти на життя лише землеробством. Колонія практично самодостатні щодо праці, будівництва власних будівель, самостійного обслуговування та ремонту обладнання, виготовлення власного одягу тощо. Це змінилося за останні роки, і колонії почали трохи більше залежати від зовнішніх джерел їжі, одягу та інших товарів.
Сільське господарство гуттеритів є спеціалізованим і більш-менш індустріальним. Отже, діти-гуттерії не мають більше тісного контакту з худобою, тому вони не захищені від астми від тісного контакту з тваринами, як діти амішів, й за поширенням хвороби схожі на загальне населення Північної Америки.

### Урядування та провід
Колонії гуттеритів переважно патріархальне, жінки займаються приготуванням їжі, здоров'ям та гігієною, шиттям одягу. Кожна колонія має трьох керівників високого рівня. Двома керівниками вищого рівня є служитель (міністр) і секретар. Третім керівником є помічник служителя. Служитель також займає посаду Президента з питань, пов'язаних з реєстрацією юридичного суб'єкта господарської діяльності, пов'язаного з кожною колонією. Секретаря широко називають колоніальним «менеджером», «босом» або «діловим босом», за те, що він відповідає за ділові операції колонії, такі як ведення бухгалтерії, чеків та організація бюджету. Помічник служителя допомагає виконувати обов'язки церковного керівництва (проповідування), але часто також є «вчителем німецької мови» для дітей шкільного віку.
Дружина секретаря іноді носить титул шнайдер (з німецького «кравчина»), і, отже, вона відповідає за виготовлення одягу та закупівлю тканини колонією. Термін «бос» широко використовується в мові колонії. Окрім секретаря, який виконує функції ділового начальника, у більшості колоній є ряд інших важливих посад «босів». Найбільш значущим у середній колонії є «фермерський бос». Ця особа відповідає за всі аспекти нагляду за вирощуванням зерна. Це включає управління врожаєм, агрономію, планування страхування врожаю та розподіл персоналу на різні сільськогосподарські операції.
Поза цими керівними посадами найвищого рівня існуватимуть також «свинячий бос», «молочний бос» тощо, залежно від того, які сільськогосподарські операції існують у конкретній колонії. У кожному випадку ці особи несуть повну відповідальність за власні зони відповідальності та матимуть підлеглими інших мешканців колоній, що працюють на відповідних ділянках господарства.
Служник, секретар та всі посади начальників (босів) є обраними посадами, і багато рішень ставляться на голосування до їх виконання.
Процес голосування та прийняття рішень у більшості колоній базується на дворівневій структурі, що включає раду — зазвичай 7 чоловіків старшого віку — та членство в голосуванні, яке включає всіх одружених чоловіків колонії. За кожне «суттєве» рішення рада голосує спочатку, і, якщо воно буде прийнято, рішення буде передано членам, що мають право голосу. Посадові особи, які не дотримуються обраних рішень, можуть бути відсторонені подібним голосуванням у колонії.
Між трьома основними різновидами колоній існує широкий спектр лідерських культур та стилів. У деяких випадках дуже домінуючі служники або секретарі можуть мати більший вплив на деякі колонії, ніж інші.
Жінки та діти не мають формальних повноважень щодо прийняття рішень у колонії, але вони часто впливають на процес прийняття рішень за допомогою неформальних процесів соціальної системи колонії.
Всебічну владу у внутрішньому урядуванні однієї колонії має «єпископська» структура лідерів однієї з трьох гуттерійських гілок: Легрер-, Дарій- або Шмідельойту, так що всі колонії в кожній гілці підлягають ширшому прийняттю рішень «єпископською» радою гілки. Служник колонії, який не виконує рішення «єпископської» ради, може бути відсторонений від займаної посади.

### Власність громади
Гутерити практикують майже загальну товарну спільність: усе майно є власністю колонії, а продовольство для окремих членів та їх сімей походить з загальних ресурсів. Ця практика в основному заснована на інтерпретації гуттерійських уривків у розділах 2, 4 та 5 Дій Апостолів, у яких говориться про те, що «віруючі мають усе спільне». Таким чином, колонія володіє та експлуатує свої будівлі та обладнання як корпорація. Житлові одиниці будуються і призначаються окремим родинам, але належать колонії, а особистого майна дуже мало. Обід і вечерю приймають усією колонією в їдальні або приміщенні. Чоловіки та жінки сидять окремо. Іноді, в особливих випадках, цілим родинам дозволено їсти разом. Окремі житлові будинки мають кухні, що використовуються для родинних сніданків.

### Дочірні колонії

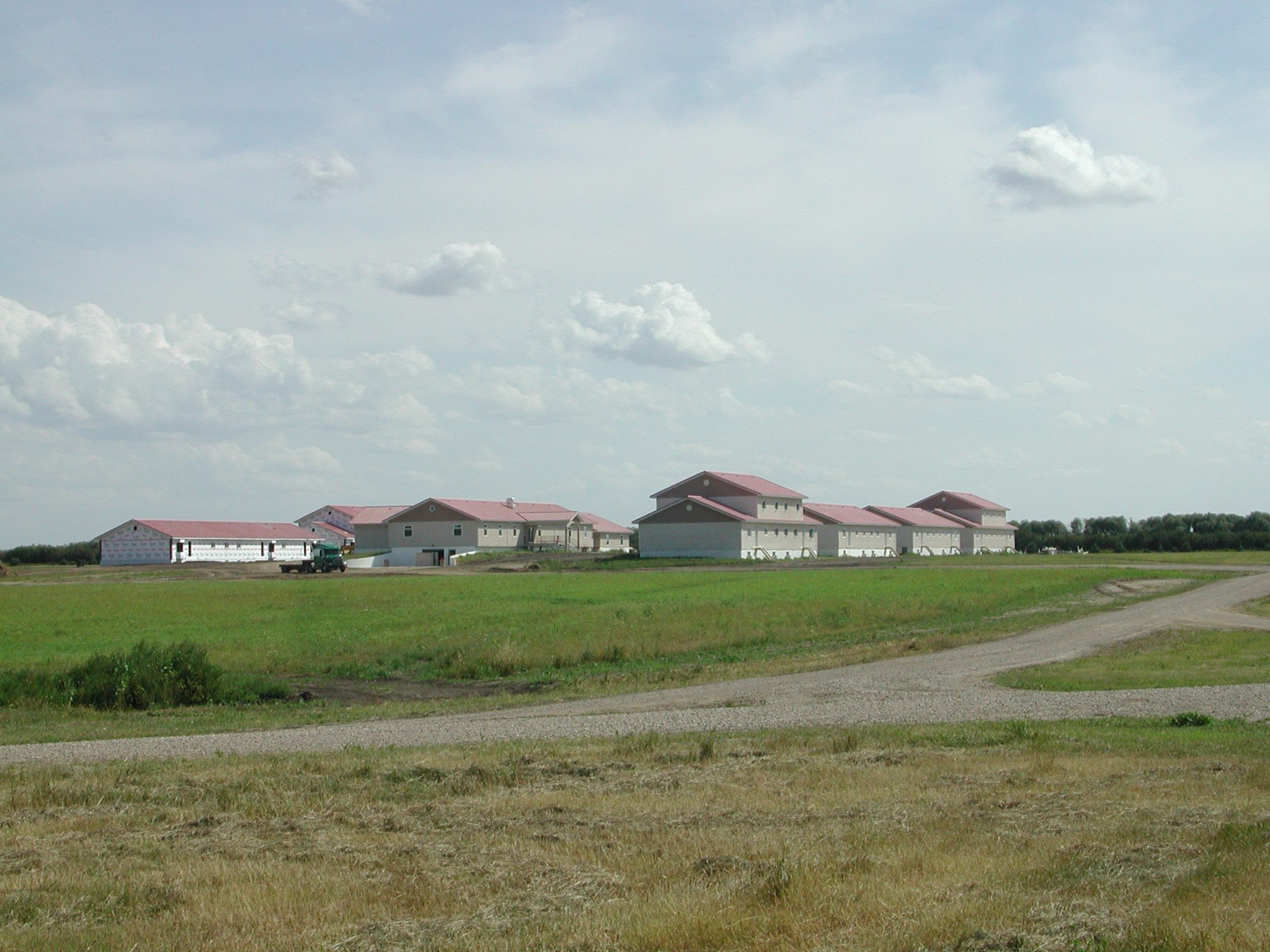
Нова колонія

Кожна колонія може складатися з приблизно 10-20 родин (бувають винятки), з населенням близько 60 - 250 гуттеритів. Коли населення колонії наближається до верхньої межі, її керівництво визначає, що відгалуження є економічно та духовно необхідним, вони знаходять місце, купують землю та будують дочірню колонію.
Процес розділу колонії для створення нової дочірньої колонії різниться за колоніальними гілками гуттеритів. У Легрерльойті цей процес досить структурований, тоді як у Дарійльойті та Шмідельойті цей процес може бути дещо меншим. У колонії Легрерльойт земля буде викуплена і фактично побудовані будівлі, перш ніж хтось з колонії дізнається, хто буде переселятися до дочірньої колонії. Остаточне рішення щодо того, хто виїде, а хто залишиться, не буде прийнято, поки все не буде готове на новому місці.
В процесі будівництва керівництво колонії розподіляє колонію якомога рівномірніше, створюючи дві окремі групи родин. Ці дві групи максимально рівні за розміром, беручи до уваги практичні межі розмірів одиниць родин в кожній групі. Крім того, керівництво повинно розподілити ділові операції якомога рівномірніше. Це означає прийняття рішення про те, яка колонія може зайнятися, наприклад, свинарством чи молочним господарством. Членам колонії дається можливість висловити занепокоєння щодо того, до якої групи віднесена родина, але в якийсь момент приймається остаточне рішення. Цей процес може бути дуже складним та стресовим для колонії, оскільки багато політичних та сімейних динамік стають темами для обговорення, і не всі будуть задоволені процесом чи його результатами. 
Після прийняття всіх рішень дві групи можуть бути визначені як "Група А" та "Група В". Останній вечір перед тим, як нова група людей повинна виїхати з матірною колоніїдо дочірної колонії, два аркуші паперу з написом "Група А" і "Група В" кладуть у капелюх. Служитель помолиться, просячи, щоб Бог вибрав папір, витягнутий з капелюха. Витягнутий папір з ім’ям групи вказуватиме, яка група виїжджає до дочірньої колонії. За кілька годин дочірня колонія починає процес переселення на абсолютно новому місці. 
Ця дуже структурована процедура кардинально відрізняється від тієї, яка може застосовуватися в деяких колоніях Дарійльойту та Шмідельойту, де поділ часом може бути розподіленим з плином часу, коли на нове місце одночасно переїжджають лише невеликі групи людей.

### Сільське господарство та виробництво

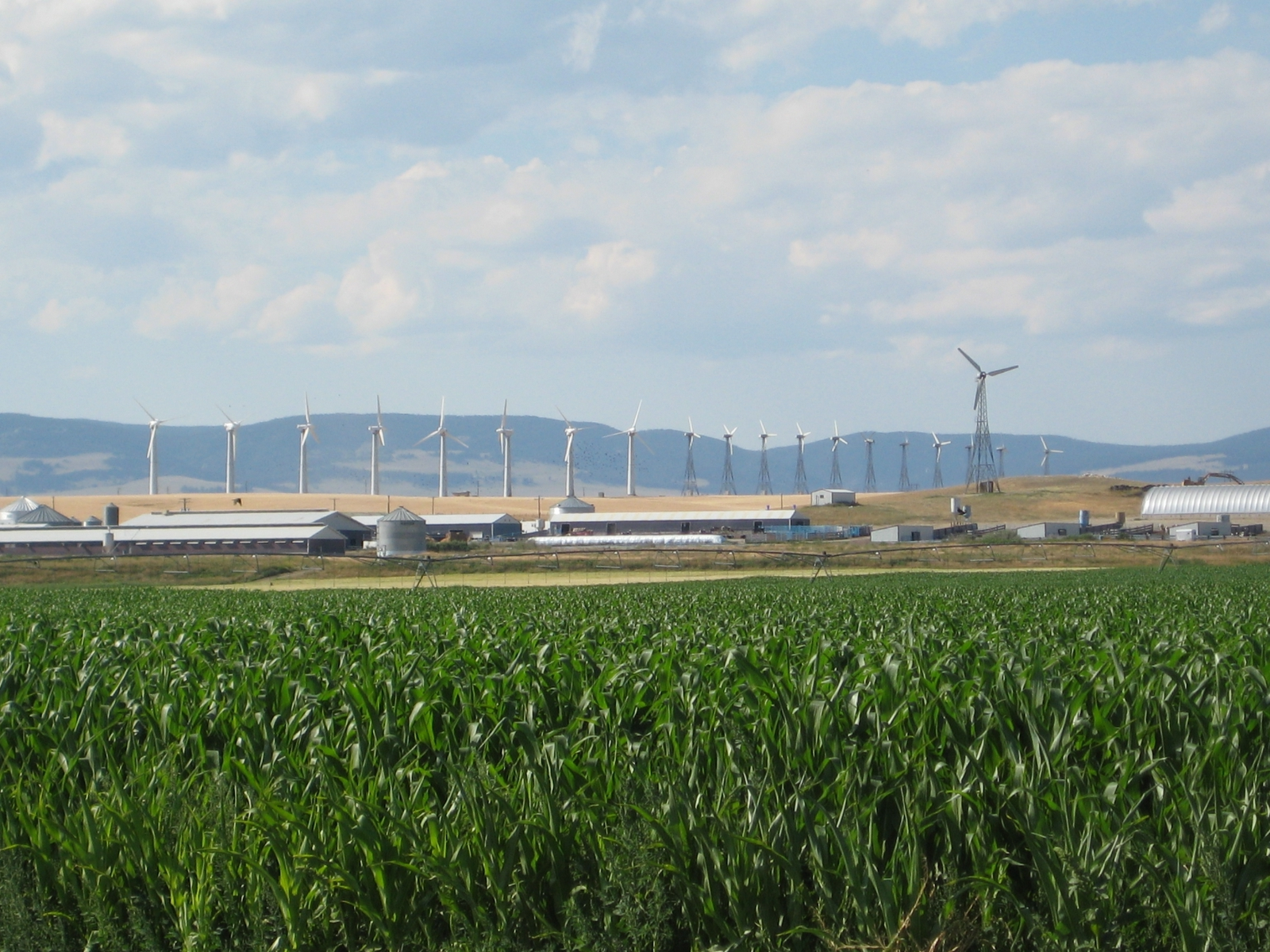
Гуттеритська колонія у місті Мартінсдейлі, Монтана, з безліччю відремонтованих вітрових турбін Nordtank

Гуттерійська колонія часто володіє великими земельними ділянками і, оскільки вони функціонують як колективна одиниця, вони можуть виготовити або дозволити собі обладнання більш високої якості, ніж якщо б працювали самостійно.  Деякі також займаються розведенням свиней, індички, курятини, отриманням молочних продуктів та яєць. Зростаюча чисельність гуттерійських колоній знову йде у виробничий сектор, що нагадує ранній період життя гуттеритів в Європі. До переселення гуттерітів до Північної Америки вони покладались на виробництво для підтримки своїх громад. Лише в Україні гуттерити навчились займатися землеробством у менонітів. Завдяки зростаючій автоматизації ведення сільського господарства (велике обладнання, висів насіння, обприскування та іншому) сільськогосподарські операції стали набагато ефективнішими. Багато колоній, що перейшли на виробництво, вважають, що їм потрібно забезпечити своїм членам вищий рівень освіти. 
Головною рушійною силою керівництва гуттеритів сьогодні є визнання того, що ціни на землю різко зросли в Альберті та Саскачевані через нафтову та газову промисловість що створює потребу в більшій кількості готівки для придбання землі, коли прийде час для розділення колонії. Процес розділення вимагає придбання землі та будівництва будівель. Для цього можуть знадобитися кошти в розмірі 20 мільйонів доларів США на 2008 році: понад 10 мільйонів доларів на землю та ще 10 мільйонів доларів на будівельні матеріали та будівництво. Ця величезна потреба в готівці змусила керівництво переглянути, як колонія може заробляти необхідні кошти. Нові проєкти включають виробництво пластмас, виготовлення металів, виготовлення шаф та формування каменю або граніту. Один унікальний проєкт створено в Південній Дакоті. Група з 44 колоній приєдналася до створення центру переробки індички, де можна переробляти свою птицю. Завод найняв персонал, який не є гуттеритським, для обробки птиці на продаж. Ця фабрика допомогла забезпечити попит на домашню птицю колоній.

### Використання технології
Гуттерити не уникають сучасних технологій, але можуть обмежити їхнє використання. Багато намагаються відійти від зовнішнього світу (телевізори та в деяких випадках інтернет — заборонені), і до недавнього часу в багатьох колоніях Легрерльойту і Даріусльойт (в Альберті) все ще був лише один центральний телефон. Однак Шмідельойт здійснив цей перехід раніше, коли кожне домогосподарство мало телефон разом з центральним телефоном для ведення бізнесу в колонії. Телефони використовуються як для бізнесу, так і для соціальних цілей. Сьогодні мобільні телефони також дуже поширені серед усіх трьох гілок братства. Обмін текстовими повідомленнями зробив стільникові телефони особливо корисними для гутерійської молоді, які бажають підтримувати зв’язок зі своїми однолітками. У деяких будинках гуттеритів є комп’ютери та радіо; а деякі (переважно ліберальні колонії Шмідельойту) мають доступ до інтернету. Технологія сільськогосподарського обладнання, як правило, відповідає або перевершує технологію фермерів, які не є хуттеритами. Колонії Легрерльойту нещодавно боролися з розповсюдженням комп’ютерів, так що комп’ютери більше не можна використовувати в домашніх умовах, але їхнє використання обмежується лише бізнесом та сільським господарством, включаючи управління тваринами, кормами та посівами. Однак у міру того, як світ еволюціонує, а технології дедалі більше використовуються для роботи та спілкування, багато молодих людей з гуттерів використовують комп’ютери, фотографування та інтернет для спілкування зі своїми друзями, родичами та знайомства з новими людьми за межами колонії.

### Освіта

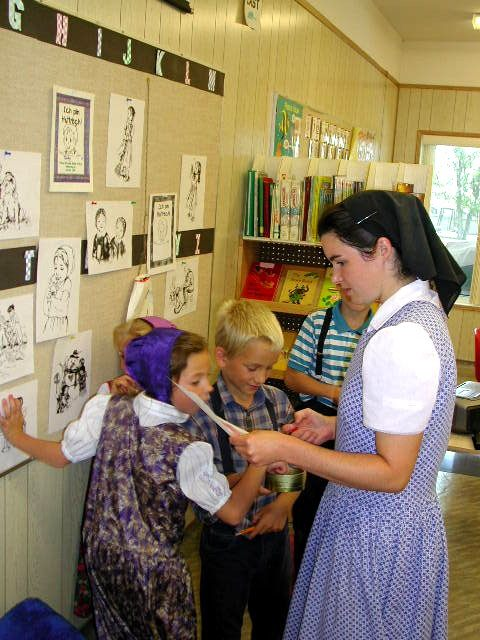
Шмідельойтські гуттерити в школі в колонії Кристал-Спрінгс, Манітоба, Канада

Діти-гуттерити отримують освіту в шкільному будинку в колонії згідно з освітньою угодою з канадською провінцією чи американським штатом. Зазвичай школою керує найнятий «сторонній» вчитель, який викладає основи, зокрема англійську. У деяких школах Шмідельойту вчителів вибирають з числа колонії. За «німецьку» освіту дітей в деяких колоніях відповідає «помічник служника», але більшість колоній обирають «вчителя німецької мови», який у більшості випадків також опікується садом колонії. Його робота передбачає навчання з вивчення німецької мови, викладання Біблії та запам'ятовування Писання. Німецький вчитель співпрацює з зовнішнім учителем щодо планування. Деяким колоніям гуттеритів дозволяється відправляти своїх дітей до державної школи, за рішенням батьки. В деяких випадках прийнято повністю збирати їх зі школи у 8 класі або у віці 15 років; проте багато колоній пропонують повний диплом 12 класів, і в деяких випадках також і університетський диплом. Державна школа в цих випадках розглядається як розкіш, і іноді дітей змушують пропускати шкільні дні на користь обов'язків у колонії. У кількох рідкісних випадках дозвол дитині продовжувати відвідувати школу після цього обмеження може призвести до покарання батьків, включаючи ухилення від церкви та вигнання з церкви. 

### Основні філії
Три різні гілки гуттеритів живуть в преріях Північної Америки: Шмідельойт, Даріусльойт та Легрерльойт. Незважаючи на те, що у всіх 3 народів (льойтів) гуттеритів, є деякі відмінності, зокрема стиль одягу та організаційна структура, проте оригінальна доктрина всіх трьох груп ідентична. Відмінності переважно традиційні та географічні.
Є ще дві споріднені групи. Арнольдльойт, який також називають Брудергофськими громадами або в даний час Міжнародними церковними громадами - це група більш недавнього походження, яка до 1990 року була прийнята групами Даріусльойта та Легрерльойта як частина громади гуттеритів. Шмідельойт розділився на «нафтовиків» через проблему з нафтовою свердловиною; і Прерільойт - гуттеритів, що жили не в колоніях, а в окремих домогосподарствах після поселення в американських преріях. На момент переселення пПрерільойт становив близько 2/3 іммігрантів-гуттеритів. Зрештою більшість Прерільойту об'єдналися з менонітами.
З 1992 року «Шмідельойт», до цього моменту найбільший з трьох «льойтів», був розділений на фракції «Перша група» та «Друга група» через суперечки, включаючи питання Арнольдльойту / Брудергофа та керівництво Шмідельойтського старійшини. Цей надзвичайно суворий поділ пройшов через родини і залишається серйозним питанням майже через два десятиріччя. Колонії першої групи, як правило, мають відносно більш ліберальні позиції щодо таких питань, як вища освіта, екуменічна робота та робота в місіях, музичні інструменти, засоби масової інформації та технології.

### Фотографія
Альбертські гуттерити спочатку вибороли право не робити фотографії на водійські посвідчення. У травні 2007 року Апеляційний суд Альберти постановив, що вимога до фотографії порушує їхні релігійні права і що водіння автомобіля має важливе значення для їх способу життя. Колонія Вільсона засновувала свою позицію на переконанні, що зображення заборонені Другою заповіддю. На момент прийняття рішення близько вісімдесяти ліцензій без фотографій використовувались. Окрім угрупувань альбертських гуттеритів (Даріусльоту та Легрерльойту), кілька колоній в Манітобі (Шмідельойту) не бажають фотографувати своїх членів для отримання ліцензій або інших документів, що посвідчують особу. 
Однак у липні 2009 року Верховний суд Канади ухвалив рішення 4–3 (у справі Альберта проти гуттерійського братства колонії Вільсон), що громада гуттеріїв повинна дотримуватися провінційних правил, що роблять цифрову фотографію обов'язковою для всіх нових водійських прав як спосіб запобігти крадіжці особистих даних.
Незважаючи на цю ворожнечу до фотографії, існують фотографії гуттеритів, які, очевидно, були зроблені за їх згодою та співпрацею. Зокрема, з 1972–1980 років чиказький фотограф Мері Кога їздила до сільської Альберти, щоб працювати над своєю серією «гуттерити». Її зображення показують членів громади з великою відкритістю, симпатією та ноткою гумору.
Звіт за 2018 рік, опублікований газетою Хаффінгтон Пост, містив серію фотографій, зроблених Джил Броуді протягом кількох років у 3 колоніях у Монтані.

### Одяг
На відміну від однорідного вигляду амішів та старопорядних менонітів, одяг гуттеритів може бути яскраво забарвленим, особливо на дітях, хоча багато гуттерців справді носять однотонні сукні. Більша частина одягу виготовлена в колонії саморобно. Раніше взуття було саморобним, але зараз переважно купується в магазинах.
Чоловічі куртки та штани, як правило, чорні. Як правило, чоловіки носять сорочки на ґудзики з довгими рукавами та комірами, і вони можуть носити нижню сорочку. Чоловічі штани не тримаються на місці ременями, а скоріше чорними підтяжками. Ці штани також відрізняються відсутністю задніх кишень.
Жінки та дівчата носять сукню з блузкою знизу. Більшість Легрерлеьойтівок і Даріусльойтівок також носять хуткові  християнські покривала, які зазвичай чорні з білими крапками. Шмідльойтівок також носять хустяне головне покривало, але без крапок. Відображення крапок вказує, до якої гілки належать жінки. Молоді дівчата носять яскравий, барвистий чепець, що застібається під підборіддям.
Церковне вбрання зазвичай темне як для чоловіків, так і для жінок. Одяг для церкви складається з однотонної куртки обох статей та чорного фартуха для жінок. Чоловічі церковні шапки завжди темні і зазвичай чорні.

### Діалект
Подібно до того, як аміші та старопорядні меноніти часто використовують німецьку мову Пенсильванії, гуттерити зберегли та використовують між собою окремий діалект німецької мови, відомий як гуттерійська німецька мова, або гуттериш, що спочатку переважно базувалася на тірольському діалекті з південно-центральної німецькомовної групи, від якого вона виникла в 16-му сторіччі.
Основа гуттеришу з каринтійського діалекту німецької мови, від з'єднання в 1760-1763 роках невеликої групи виживших гуттеріїв у Трансильванії з вимущеними переселенцями, лютеранами з Каринтії, так званими трансильванськими ландлерами.
Німецькі діалекти амішів та гуттерів, як правило, взаємно незрозумілі, оскільки діалекти походять з регіонів, що розташоввані на відстані кількох сотень кілометрів. Для релігійних вправ гуттерити використовують класичну лютеранську німецьку мову Біблії Лютера. 

### Демографія
Дуже висока народжуваність серед гуттеритів різко знизилася з 1950 року, з приблизно десяти дітей на родину в 1954 році до приблизно п'яти в 2010 році. Коефіцієнти родючості гуттеритів залишаються порівняно високими порівняно з загальним населенням Північної Америки, але відносно низькими порівняно з іншими традиційними анабаптистськими групами, такими як аміші або старопорядні меноніти. Хоча жінки-гуттеритки традиційно одружуються у віці 20 або 21 року, шлюби в 21 сторіччіі часто відкладаються до кінця 20-их років. Якщо у жінок-гуттериток традиційно були діти до середини їх 40-х років, то сьогодні більшість жінок-гуттериток мають останню дитину приблизно у віці 35 років.
| Рік      | гуттерити | південні дакотці |
| -------- | --------- | ---------------- |
| 1950 рік | 45.9      | 23.4             |
| 1970 рік | 43,0      | 14.7             |
| 1990 рік | 35.2      | 12.1             |

| Рік      | Коефіцієнт родючості |
| -------- | -------------------- |
| 1940 рік | 10.57                |
| 1950 рік | 9,83                 |
| 1970 рік | 7.22                 |
| 1980 рік | 6.29                 |
| 1990 рік | 4.63                 |

### У судах
Як частина своїх анабаптистських вчень про неспротив, гуттерити історично уникали участі у судових процесах у світській системі правосуддя. Один з ранніх засновників гуттеритів, Пітер Рідеманн, писав про позицію гуттеритів щодо звернення до суду у "Гуттерійській сповіді віри": "Христос показує, що християни не можуть звертатися до суду, коли він каже: "Якщо хтось подасть на вас у суд. і забери своє пальто, нехай і він має твою накидку. Фактично Ісус каже: "Краще дозволити людям взяти все, ніж сваритися з ними і опинятися в дивному суді". Христос хоче, щоб ми показали, що ми шукаємо того, що є небесним і належить нам, а не того, що є для нас тимчасовим чи чужим. Отже, очевидно, що християнин не може ні звертатися до суду, ні бути суддею".
Відповідно до їхніх переконань, записи не вказують на будь-які судові процеси, ініційовані гуттеріями до ХХ сторіччя. Проте у їхній недавній історії в Північній Америці під час судових спорів виникли деякі конфлікти гуттеритів. У кількох випадках гуттеритська колонія захищала свій релігійний спосіб життя проти влади. Сюди входить нещодавній конфлікт з приводу фотографій на водійських посвідченнях. Ще одна нещодавня справа у США, Big Sky Colony Inc. проти Міністерства праці та промисловості штату Монтана змусило гутерів брати участь у системі компенсацій робітникам, незважаючи на релігійні заперечення гуттерійців.
Готовність колоній передавати справи до світських судів також призвела до того, що внутрішні релігійні суперечки були передані до суду. Дві з цих справ подали апеляцію до Верховного суду Канади: Хофер проти Хофера (1970) та Лексайд колонія гуттерійського братства проти Гофера (1992). Справа Гофер проти Гофера брали від кількох вигнаних членів колонії Інтерлейк в Манітобі, що бажали частку спільного майна. Верховний суд Канади постановив, що згідно з релігійними догматами гуттеритів, вони не мають особистого майна, і тому колишні члени не можуть мати право на товарну частку гуттерійської колонії. У справі Лексайд колонія гуттерійського братства проти Гофера, Даніель Гофер-старший з колонії Лейксайд оскаржив право Гуттерійської братерської церкви виключати його та інших членів. Запальна проблема зосереджувалась на тому, кому належать права на запатентовану годівницю для свиней. Рада керівників колонії постановила, що Гофер не є власником патенту на відповідну годівницю для свиней і повинен припинити виробництво товару. Гофер відмовився підкоритися несправедливості, яку він вважав, а також відмовився виконувати наказ колонії про виселення. У відповідь Якоб Клейнсассер з Кристал-Спрінг колонії, старійшина групи шмідльойтських гуттеритів, спробував використати державу для виконання наказу про вислання. Даніель Гофер-старший спочатку програв справу. Гофер також програв свою першу апеляцію, але нарешті переміг за апеляцією до Верховного суду Канади, який скасував вислання. Результати цих двох справ сильно вплинули на результати подібних справ у Канаді. Коли в 2008 році деякі члени "Дев'яти" подали до суду на свою колишню колонію в Манітобі через втрату заробітної плати та травми, справа навіть не розглядалася в суді.
У Сполучених Штатах Америки судді неодноразово розглядали справи, порушені членами або колишніми членами колонії проти колонії. До таких випадків належать Wollma та інші проти Пойнтсеттського гуттерійського братства, корпорованого. (1994) у Південній Дакоті та Елі Воллман Старшого та інших проти Аєрс-Ранч колонії (2001) у штаті Монтана. Зовсім недавно в Північній Дакоті дехто з "Дев'яти" порушив справу проти колонії Форест-Рівер, а суддя знову відмовив її у березні 2010 року, постановивши, що суди не мають предметної юрисдикції у справі.

## Підгрупи

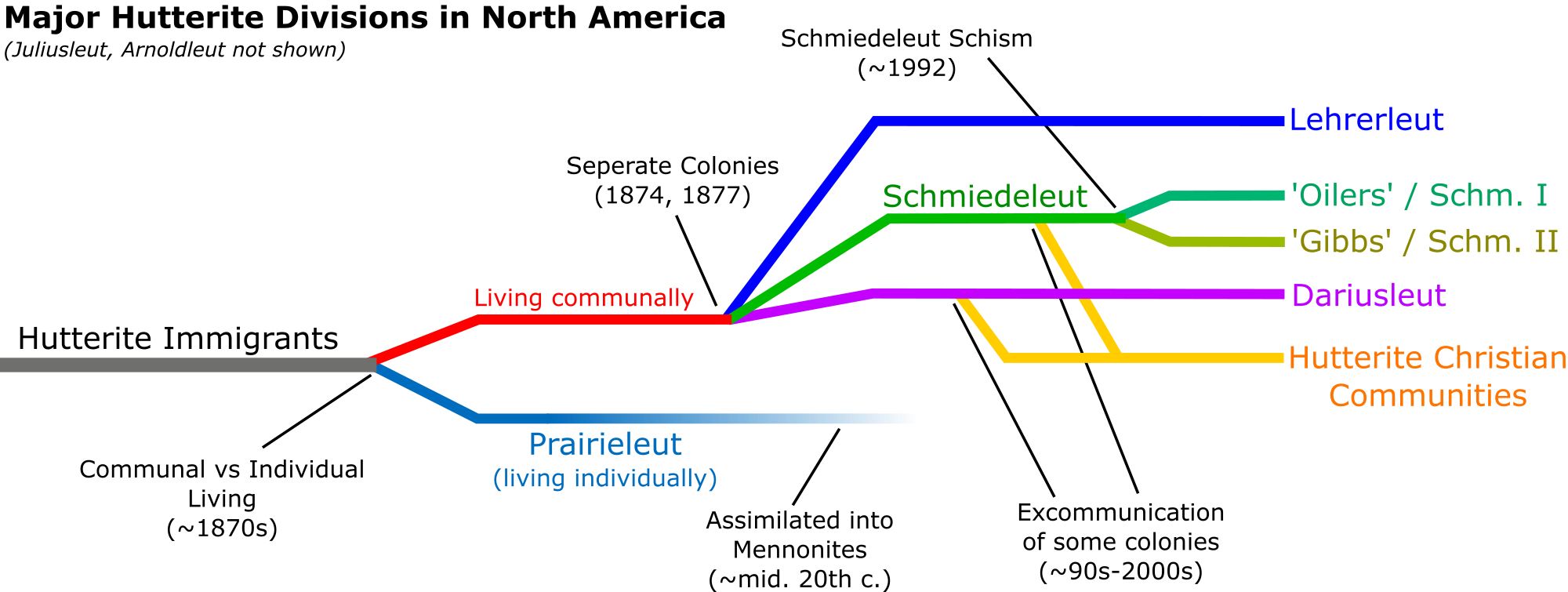
Діаграма, що відображає розвиток різних гуттерійських гілок

За останні 150 років виникло кілька підгруп гуттеритів. Коли гуттерити переселилися до Сполучених Штатів у 1874 року і протягом наступних років, існував поділ між тими, хто поселився в колоніях і мешкав у товарній спільноті, і тими, хто оселився у приватних фермерських господарствах відповідно до умов Закону про Хомстед акт 1862 року. Садибні називали Прерільотом, тоді як ті, хто поселився у трьох общинних колоніях, перетворилися на три гілки: Шмідельойт, Даріусльот та Легрерльот; у 1990-х Шмідельойт розділився на дві підгрупи.
Протягом 20 сторіччя до гуттеритів приєдналися три групи, дві з яких лише тимчасово:
- гуттерійська колонія Ова, японська громада гуттеритів, заснована в 1972 році, складається з гуттеритів не європейського походження, а з етнічних японців, що прийняли такий самий спосіб життя і визнані офіційною колонією Даріусльойта. Мешканці цієї колонії не говорять ні англійською, ні німецькою мовами.
- Подібним чином новогуттерійська група Брудергоф, була заснована в Німеччині в 1920 році Еберхардом Арнольдом.[72] Арнольд налагодив зв’язки з північноамериканськими гуттеритами в 1930-х роках, продовжуючи свою діяльність до 1990 року, коли Брудергоф був відлучений від церкви через низку релігійних та соціальних відмінностей.[73] Зараз вони є міжнародною групою з громадами у кількох країнах, включаючи Англію, і теологічно цілком схожі на гуттеритів, хоча є більш відкритими для сторонніх людей.[74][75]
- Громадська ферма братів, яку також називають Джуліусльойт, - це християнська громада, що живе общиною у Брайті, Онтаріо; створена під керівництвом Джуліуса Кубассека (1893–1961). Він спілкувався з гуттеритами у 1939-1950 роках.

Починаючи з 1999 року, три колонії гуттеритів відокремилися від свого "льойту" та стали незалежними. Для цих трьох колоній головне занепокоєння стало духовне оновлення. Одна з них, Ельмендорф, ділилася 2 рази, так що зараз існує 5 колоній такого роду, які тісно співпрацюють, утворив таким чином нову приналежність - Гуттерійські християнські громади.
- Християнська громада Форт-Питт ферми - це християнська спільнота гуттеритського Даріусльойту, що має багато гуттерійських традицій, але повністю автономна з 1999 року, коли вона була відлучена від гуттерійської церкви, після чого приблизно третина мешканців колонії вирішила залишитися разом з гуттерійським Даріусльойтом.[76][77]
- Християнська громада Ельмендорф, заснована в 1998 році, є християнською спільнотою гуттерійської традиції, але набагато більше відкрита для сторонніх, так званих шукачів, ніж інші громади гуттеритів.[78]

## Колонії
Розташування та кількість 483 гуттерійських колоній у світі на середину 2004 року:
- Канада (347)
  - Даріусльойт (142): Альберта (109); Саскачеван (31); Британська Колумбія (2)
  - Шмідельойт (105): Манітоба (105)
  - Легрерльойт (99): Альберта (69); Саскачеван (30)
- США (134)
  - Шмідельойт (69): Південна Дакота (53); Міннесота (9); Північна Дакота (7)
  - Лерерльойт (44): Монтана (44)
  - Даріусльойт (21): Монтана (15); Вашингтон (5); Орегон (1)
- Японія (1)
  - Даріусльойт (1): Гуттерійська колонія Ова

## Зображення в ЗМІ
Фільм 49-та паралель (1941) має сцену, що відбувається в громаді гуттеритів у Манітобі, Канада.
«Гуттерити»  - документальний фільм, знятий Коліном Лоу в 1964 році з наступним конспектом: «Послідовники релігійного лідера Якоба Гуттера живуть у фермерських громадах, віддано дотримуючись правил, встановлених їх засновником чотири сторіччя тому. Завдяки доброті колонії гуттерів в Альберті, цей чорно-білий фільм був знятий всередині громади і демонструє всі аспекти повсякденного життя гуттеритів ".

У фільмі Леонарда Німоя "Священний шлюб", Гавана (Патрісія Аркетт) 1994 року втікає від закону і ховається в спільноті гуттеритів в Альберті, Канада, очолюваною Вільгельмом (Армін Мюллер-Шталь).
29 травня 2012 року в ефірі National Geographic Channel вийшов перший серіал Американської колонії: Зустрічайте гуттеритів, переважно знятого в колонії Кінг-Ранч поблизу Льюїстауна, штат Монтана. Колонії було сплачено 100 000 доларів за дозвіл створити документальний фільм про життя гуттеритів. Відразу після першого ефіру багато гуттерітів почали скаржитися, що шоу не представляє справжньої картини типового життя колонії і в кінцевому підсумку стало реаліті-шоу або "мильною оперою", а не документальним фільмом. Керівники колонії Кінг-Ранч написали листа до Національного географічного товариства з проханням вибачення про припинення показу шоу, посилаючись на неправдиве зображення гуттеритів та "порушення договору та наклеп на наше життя та наш характер".
У 2013 році на BBC2 транслювали «Як дістатись до раю разом з гуттеріями», де було розглянуто життя людей у громаді. 
Ще один фільм про гуттеритів - «Долина всіх утопій» (2012), документальний фільм про колонію гуттеритів у Саскачевані режисера Томаса Ріша. 
Гуттерити були представлені в серіалі CBC Heartland у 8 сезоні, 7 епізод, "Пройти милю" (2014).

## Дивитися також
- Анабаптистський музей, Австрія
- Брудергоф
- Пацифізм
- Мирні церкви
- Пітер Рідеманн
- Прості люди
- Просте життя
- Вальтер проти Генерального прокурора Альберти
- Центр спадщини амішів та менонітів
- Кашкетники

### Наукові праці
- John Horsch[en]: The Hutterian Brethren 1528-1931, Goshen, Indiana, 1931.
- John A. Hostetler[en]: Hutterite Society, Baltimore, 1974.
- John Hofer: The History of the Hutterites, Altona, Manitoba, 1982.
- Karl Peter: The Dynamics of Hutterite Society, Edmonton, Alberta, 1987.
- Rod Janzen and Max Stanton: The Hutterites in North America, Baltimore, 2010.
- John Lehr and Yosef Kats: Inside the Ark: The Hutterites in Canada and the United States, Regina, 2012.
- Donald B. Kraybill[en]: On the Backroad to Heaven: Old Order Hutterites, Mennonites, Amish, and Brethren, (co-author: Carl Bowman[en]), Baltimore, 2001.
- Rod A. Janzen: The Prairie People: Forgotten Anabaptists, Hanover, NH, 1999.

### Особисті свідотцтва
- Michael Holzach: The Forgotten People: A Year Among the Hutterites, Sioux Falls 1993 (German: Das vergessene Volk: Ein Jahr bei den deutschen Hutterern in Kanada, Munich 1982).
- Lisa Marie Stahl: My Hutterite Life, Helena, MT 2003.
- Mary-Ann Kirkby[en]: I Am Hutterite, Altona, Manitoba 2008.

### Книги світлин
- Kristin Capp: Hutterite: A World of Grace, Zurich and New York 1998.
- Kelly Hofer: Hutterite: The things I Saw growing Up as a Hutterite Teen Manitoba 2016

### Інші книги
- Samuel Hofer: The Hutterites: Lives and Images of a Communal People, Sioux Falls, 1998. Written by an Ex-Hutterite.